# Спринг-Хилл (город, Миннесота)
Спринг-Хилл (англ. Spring Hill) — город в округе Стернс, штат Миннесота, США. На площади 1,9 км² (1,9 км² — суша, водоёмов нет), согласно переписи 2002 года, проживают 55 человек. Плотность населения составляет 29,1 чел./км².
- FIPS-код города — 27-61888[1]
- GNIS-идентификатор — 0652454[2]